# Jakob Busk
Jakob Busk (født 12. september 1993) er en dansk fodboldspiller, der spiller som målmand for FC Nordsjælland. Han har tidligere spillet for bl.a. Union Berlin og F.C. København.
Jakob Busk spillede som ungdomsspiller fast målmand for FCKs U/19-hold, og og han blev i sommeren 2012 indlemmet i FCKs førsteholdstrup. Den 26. september 2012 forlængende Jakob Busk sin kontrakt med F.C. København frem til år 2015, og i foråret 2014 forlængede han til sommeren 2017. Han debuterede for FCK den 16. maj 2013 i en superligakamp mod Randers FC.
Han opnåede spilletid i et par pokalkampe og i et par superligakampe, men havde vanskeligt ved at få fast spilletid i FCK, der i sommerpausen 2014 endvidere skrev kontrakt med Stephan Andersen, hvorefter klubben rådede over i alt 4 målmænd (Busk, Stephan Andersen, Johan Wiland og Kim Christensen), hvorfor Busk blev udlejet til AC Horsens for efterårssæsonen 2014.
Efter opholdet i Horsens, blev Busk udlejet til den norske klub Sandefjord i hele 2015 og efter udløbet af lejeperioden blev Busk solgt til Union Berlin. Han spillede i mange år i Union Berlin, men var i store perioder anden målmand. I sommeren 2024 skiftede han til danske Sønderjyske Fodbold.

## Landsholdskarriere
Jakob Busk har som ungdomsspiller opnået i alt 37 kampe på de danske ungdomslandshold. Den 25. marts 2013 debuterede han for Danmarks U/21-landshold i 2-0 sejr over Norge.